# St. Maria und Georg (Hoflach)

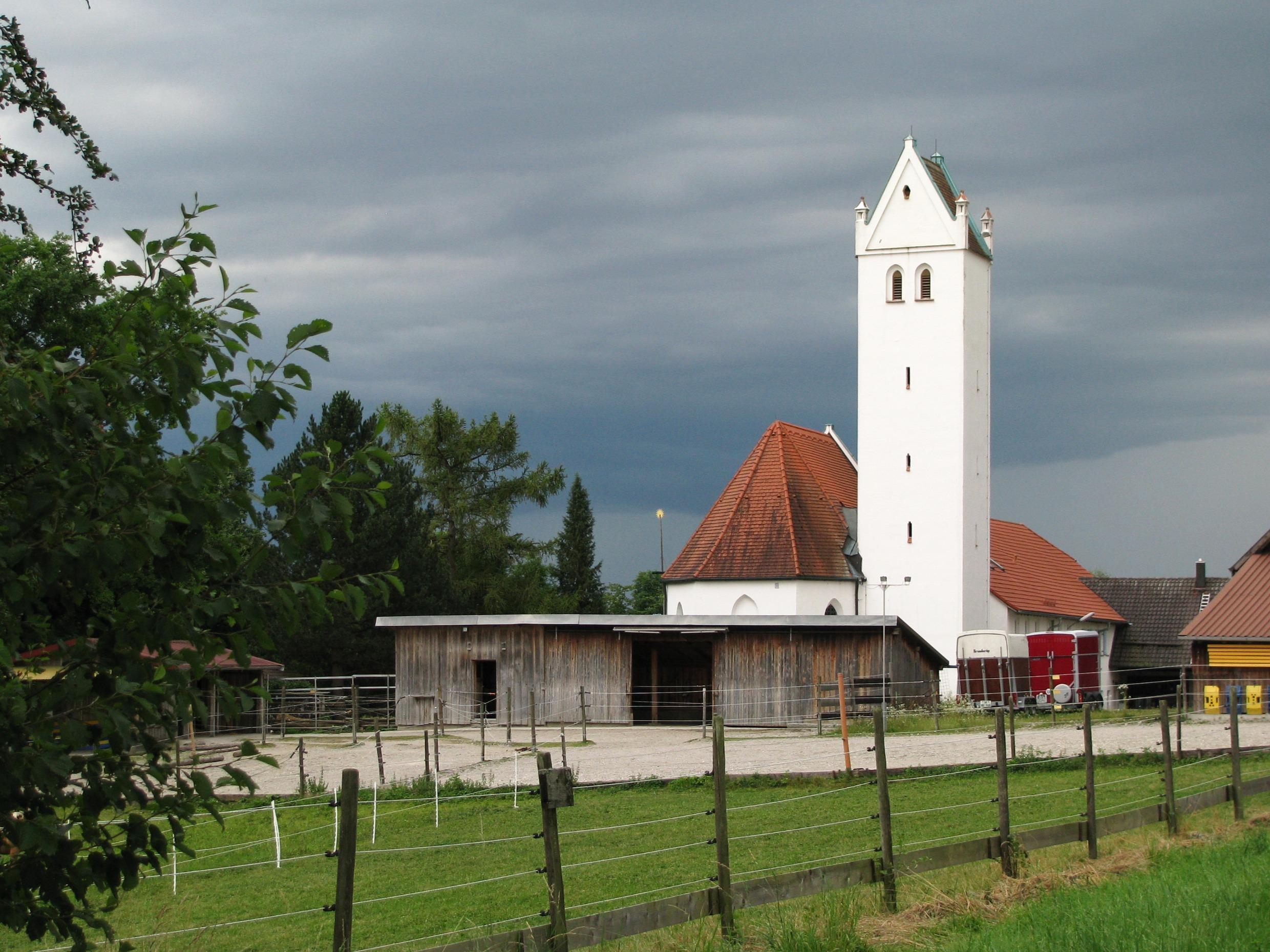
Die Votivkirche in Hoflach

Die denkmalgeschützte römisch-katholische Votivkirche St. Maria und Georg in Hoflach (Memorialkapelle Hoflach) bei Alling im Landkreis Fürstenfeldbruck (Oberbayern) ist eine im Jahr 1422 errichtete gotische Kirche. Sie liegt wenig nördlich der Bundesstraße 2 zwischen Eichenau und Alling.

## Geschichte
Die Kirche wurde von Herzog Ernst von Bayern zur Erinnerung an die Schlacht bei Alling gestiftet, in der im Jahr 1422 sein Sohn Albrecht III. von Bayern gerettet worden war und Ernst den Sieg im Bayerischen Krieg errungen hatte. Die Kirche wurde außen 1997 und im Inneren von 2001 bis 2002 renoviert.

## Bau
Die Votivkirche ist eine Saalkirche mit dreiseitig geschlossenem Chor und einem Turm im Norden. Sie ist durch ein Portal im Süden zugänglich, über dem sich eine verwitterte Wandmalerei befindet, die wohl noch aus dem 15. Jahrhundert stammt. Westlich der Kirche steht das Benefiziatenhaus aus der Barockzeit.

## Ausstattung
An der Nordwand der Kirche ist ein monumentales Votivbild zur Erinnerung an die Schlacht bei Alling angebracht. Dessen Zuschreibung an den Münchener Maler Gabriel Angler wird neuerdings in Zweifel gezogen. Es zeigt die drei bayerischen Herzöge, die an der Spitze des unter dem Schutz des hl. Georg stehenden siegreichen Heers vor den hl. Anna, Maria und deren Sippe knien. Zahlreiche Adelige und Münchner Bürger sind durch ihre Wappen kenntlich gemacht. Das Bild wurde 1845 und 1970 restauriert. Neben dem Gemälde ist fragmentarisch ein Wandbild aus dem 17. Jahrhundert erhalten, das den Tod Mariens darstellt.
Der Hochaltar aus dem späten 17. Jahrhundert zeigt die hl. Georg und Florian, weiter eine Mondsichelmadonna und die hl. Margareta und Barbara, daneben Figuren der hl. Leonhard und Wolfgang (15. Jahrhundert). Im Kirchenraum hängt eine Rosenkranzmadonna.